# Il trittico
Il trittico (‘El tríptic’) és un conjunt de tres òperes d'un acte compostes per Giacomo Puccini. Puccini es va inspirar en La Divina Comèdia de Dant, i va idear la representació de l'infern (Il tabarro), el purgatori (Suor Angelica) i el paradís (Gianni Schicchi) de les passions humanes.

## Origen i context
Puccini va compondre Il trittico presentant tres aspectes de la vida com tres panells d'un retaule: tres històries diferents, situades en èpoques diferents i que mostren tres maneres divergents d'actuació de la força de l'amor davant la mort. Les tres peces exigeixen, per articular, un muntatge que sàpiga establir un nexe coherent entre elles. Va compondre primer Il Tabarro, basat en el drama L'houppelande de Didier Gold. que s'havia produït a París el 1912. Alguns anys després va decidir completar el conjunt i va compondre Suor Angelica i Gianni Schicchi. Les parts més conegudes són les àries per a soprano «Senza mamma» (Suor Angelica) i «O mio babbino caro» (Gianni Schicchi).
Les tres òperes van ser estrenades al Metropolitan Opera de Nova York el 14 de desembre de 1918, però només Gianni Schicchi va ser ben rebuda pel públic. Avui dia, l'opinió de la crítica ha canviat i totes tres òperes són considerades com de repertori habitual. No obstant això, poques vegades es representen les tres juntes. Va ser produït pel Liceu el 2022-2023.